# Kamieniecka Grupa Armii
Kamieniecka Grupa Armii – jedna z radzieckich grup armii. Wchodziła w skład Frontu Ukraińskiego komandarm I rangi Siemiona Timoszenko. Jej dowódcą był komandarm II rangi Iwan Tiuleniew.
Kamieniecka Grupa Armii brała udział w inwazji sowieckiej na Polskę 17 września 1939.

## Skład we wrześniu 1939
- IV Korpus Kawalerii
  - 32 Dywizja Kawalerii
  - 34 Dywizja Kawalerii
  - 26 Brygada Pancerna
- V Korpus Kawalerii
  - 9 Dywizja Kawalerii
  - 16 Dywizja Kawalerii
  - 23 Brygada Pancerna
- XXV Korpus Pancerny
  - 4 Brygada Pancerna
  - 5 Brygada Pancerna
  - 1 Brygada Strzelców Zmotoryzowanych
- XIII Korpus Strzelców
  - 72 Dywizja Strzelców
  - 99 Dywizja Strzelców